# Combat de l'oued El Malah
Conquête de l'Algérie par la France
Le combat de l'oued El Malah, qui s'est conclu par la mort de Mohammed Ben Allel dit Sidi Embarek le 11 novembre 1843, est un épisode important de la conquête de l'Algérie par la France.

## Préambule
Au début de 1843, Abd el-Kader avait réapparu sur le Chelif avec 3 000 Kabyles, et le général Bugeaud les avait défaits une première fois au mont Gourayah puis en mai aux environs de Taguin, et une troisième fois lors d'une rapide attaque dans les montagnes de l'Ouarsenis.
Les troupes françaises poursuivaient ainsi les restes des troupes arabes, qui s'enfuyaient vers l'ouest en direction du Maroc. L'une d'entre elles était commandée par Mohammed Ben Allel dit Sidi Embarek. Celui-ci cherchait à gagner El Gor, situé au sud-ouest de Tlemcen, où il devait opérer sa jonction avec les troupes commandées directement par Abd-el-Kader.
Après avoir formé une colonne de marche à Mascara, composée de 3 pièces d'artillerie, de 800 fantassins, choisis parmi les plus valides, de 300 chasseurs des 2e et 4e régiments de chasseurs d'Afrique, des spahis d'Oran et de 30 cavaliers indigènes, le général Tempoure et ses troupes, partirent à la poursuite des rescapés de l'infanterie régulière de l'émir Abd el-Kader commandée par Mohammed Ben Allel dit Sidi Embarek.
Quittant Mascara le 6 novembre, la colonne française fait halte à Assi el Kerma le 9 novembre, où elle campe et apprend que Ben Allel est parti le 8 au matin de Tamsert, situé près de Djerf el Guebli, en direction de l'ouest pour faire sa jonction avec les troupes de l'émir qui devait atteindre El Gor. La colonne du général Tempoure quitte alors Assi el Kerma à minuit et arrive le 10 novembre à 9 heures du matin à Tamsert.
Là, les restes d'un bivouac récemment abandonné donnent à soupçonner que la colonne française est sur la trace des troupes arabes. À 11 heures du matin le général Tempoure se remet en route, et sa colonne, à travers une pluie battante, gagne Aïn Bouchegara le soir, où elle établit son bivouac. Deux habitants de la tribu des Djaffra apprennent au général que Ben-Allal avait couché la veille à cinq lieues d'Aïn Bouchegara et qu'il s'y trouvait le 10 novembre à 9 heures du matin. La pluie continue à tomber avec violence et le terrain détrempé est, selon les deux Arabes, presque impraticable. Le général n'en tient pas compte et continue sa marche. À la pointe du jour, les Français arrivent à l'entrée de la vallée de Malah et aperçoivent tout à coup une forte fumée sortant d'un bois ; les troupes Arabes sont là.

## Disposition de l'armée française
La cavalerie est formée sur 3 colonnes, fortes chacune de deux escadrons, et derrière celle du centre, deux escadrons sont placés en réserve. Le colonel Tartas, du 4e régiment de chasseurs d'Afrique, commande l'ensemble de la cavalerie.
Derrière, la réserve, 350 hommes d'élite, et un obusier de montagne, sous les ordres du colonel Roguet, du 41e régiment d'infanterie de ligne. 
250 hommes d'infanterie avec deux obusiers sont positionnés pour la garde du convoi de la colonne, précédé à courte distance par le commandant Bosc, du 13e léger, à la tête de 200 hommes d'élite.

## Le combat
Les dispositions prises, les troupes françaises se remettent en marche, en profitant de tous les mouvements de terrain pour masquer leur approche et arrivent à un quart de lieue d'une petite colline masquant le lieu d'où sortait la fumée, sans avoir aperçu un seul être vivant. Mais, tout d'un coup, un cavalier sorti d'un taillis, tire un coup de fusil, et s'enfuit à toute bride. Des cavaliers français le poursuivent, et , arrivés sur la colline, ils aperçoivent l'ennemi à portée de fusil.
En commençant sa marche vers l'Ouest, et pendant la route, Mohammed Ben Allel n'avait pas connaissance de la sortie des troupes françaises de Mascara et il était très loin de croire qu'on fût à sa poursuite, confiant qu'il ne risquait rien de ce côté. 
La confiance la plus complète règne encore dans le camp, lorsque le cavalier arabe, cité plus haut, arrive à toute bride, jetant le cri d'alarme.
Ben Allel fait aussitôt prendre les armes. Il forme ses deux bataillons en colonne serrée, les drapeaux en tête, et les met en marche au son du tambour. Arrivés au milieu d'une petite plaine qui les séparait d'une colline boisée et rocheuse qu'ils voulaient gagner, ils constatent qu'ils n'en auraient pas le temps, s’arrêtent et font ferme.
Immédiatement la cavalerie française met le sabre à la main. Suivant les ordres du général Tempoure, qui lui avait prescrit de ne pas tirer un seul coup de fusil, elle charge.
 Le colonel Tartas, dans son élan dépasse seul son 1er escadron, et entre le premier dans les bataillons ennemis à travers une vive fusillade, pendant que les deux colonnes tournantes les enveloppent et leur enlèvent tout espoir de salut.
En peu d'instants, tout est culbuté. 
Commandés par le lieutenant-colonel Sentuary, les chasseurs d'Afrique et spahis se précipitent surtout vers la tête de la colonne où sont les drapeaux. Tous ceux qui sont autour sont sabrés, et les drapeaux tombent entre les mains des cavaliers français.
Après avoir été témoin de la mort de ses porte-drapeaux, de l'horrible massacre qui vient d'avoir lieu, le kalifat, Mohammed Ben Allel dit Sidi-Embarek, conseiller d'Abd-el-Kader et qui était son véritable homme de guerre, accompagné de quelques cavaliers, avait cherché à fuir mais, suivi de près par le capitaine Cassaignoles, qui l'avait reconnu dans la mêlée à la richesse de ses vêtements, l'avait rattrapé au moment où il cherchait à gagner l'escarpement rocheux qui ferme la vallée à l'Est.
Déterminé à vendre chèrement sa vie, il tue d'un coup de fusil le brigadier du 2e chasseurs d'Afrique Labossaye puis d'un coup de pistolet il abat le cheval du capitaine Cassaignoles, qui avait le sabre levé sur lui. D'un troisième coup de pistolet, il blesse légèrement le maréchal des logis des spahis Siquot, qui venait de lui asséner un coup de sabre sur la tête. N'ayant plus d'arme à feu, il met le yatagan à la main. C'est alors que le brigadier Gérard termine cette lutte désespérée en le tuant d'un coup de fusil.

## Bilan
Les résultats de ce brillant combat sont : 
- 404 fantassins et cavaliers réguliers, dont 2 commandants de bataillon et 18 sciafs (capitaines) ainsi que Mohammed Ben Allel dit Sidi-Embarek tués.
- 280 prisonniers, dont 13 sciafs, 3 drapeaux, dont celui du bataillon de Mohammed Ben Allel, celui du bataillon d'El-Berkani, et enfin celui de l'émir Abd-el-Kader.
- 600 fusils, des sabres, des pistolets en grand nombre.
- 50 chevaux harnachés et un grand nombre de bêtes de somme.

Les Français, conscients de l'importance de leur victoire, font exposer la tête de Mohammed Ben Allel dit Sidi-Embarek à Miliana et à Alger pour démoraliser la résistance de la population. 
« Après ce beau combat du 11 novembre, Abd el-Kader n'ayant plus qu'une poignée de cavaliers n'est plus que l'ombre de lui-même. On peut regarder aujourd'hui le royaume qu'il avait fondé comme définitivement conquis » écrit Bugeaud, devenu maréchal, dans son rapport au Ministère de la guerre daté du 24 novembre 1843. À cet ennemi aussi redouté que respecté, Bugeaud fait rendre les hommages militaires lors de son enterrement dans le mausolée familial de Koléa.